# エミリ・ブラギンスキー
エミリ（エマヌエル）・ヴェニアノヴィッチ・ブラギンスキー（Эмиль (Эммануэль) Вениаминович Брагинский、Emil (Emmanuel) Veniaminovich Braginskii、1921年11月19日 - 1998年5月26日）は、ソビエト連邦およびロシアの映画脚本家、俳優。
喜劇映画の巨匠、エリダル・リャザーノフ Eldar Ryazanov監督とコンビを組み、閉塞した社会にあって、人情の機微や独特のペーソスに基づいた市井の人々をともに描いた。代表作は「自動車を大切に」Beregis Avtomobilya、「二人の終着駅」など。